# Pedro Damiano de Odemira
Pedro Damião ou Damiano de Odemira (Odemira, 1475 — 1544) foi um teórico português do jogo de xadrez e o primeiro problemista de xadrez de Portugal.

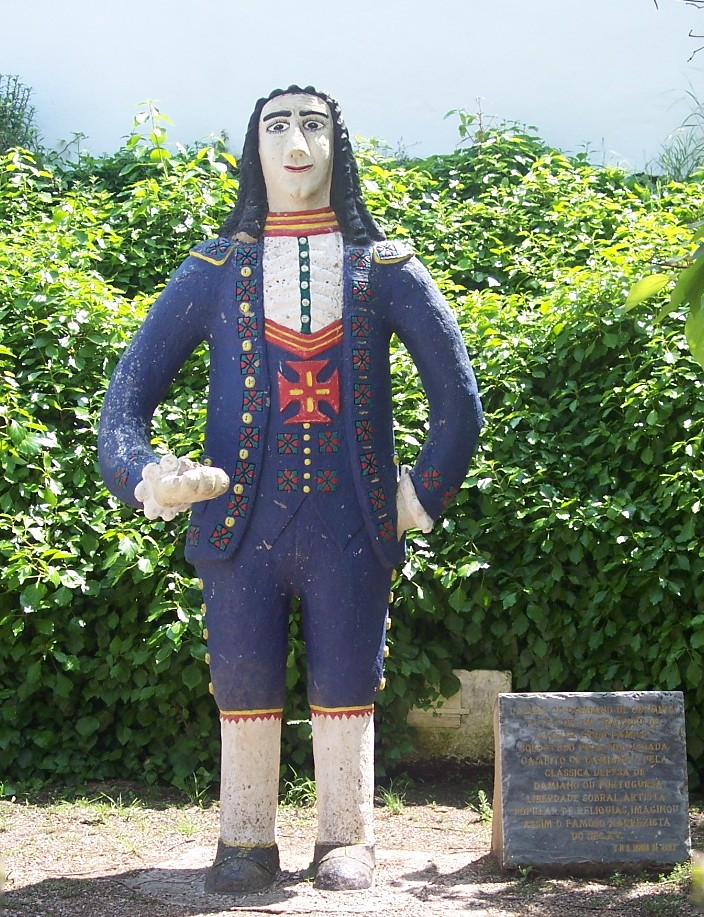
Damiano, alto ca. 3 m, de Liberdade Sobral, artista popular, feita em 2002.

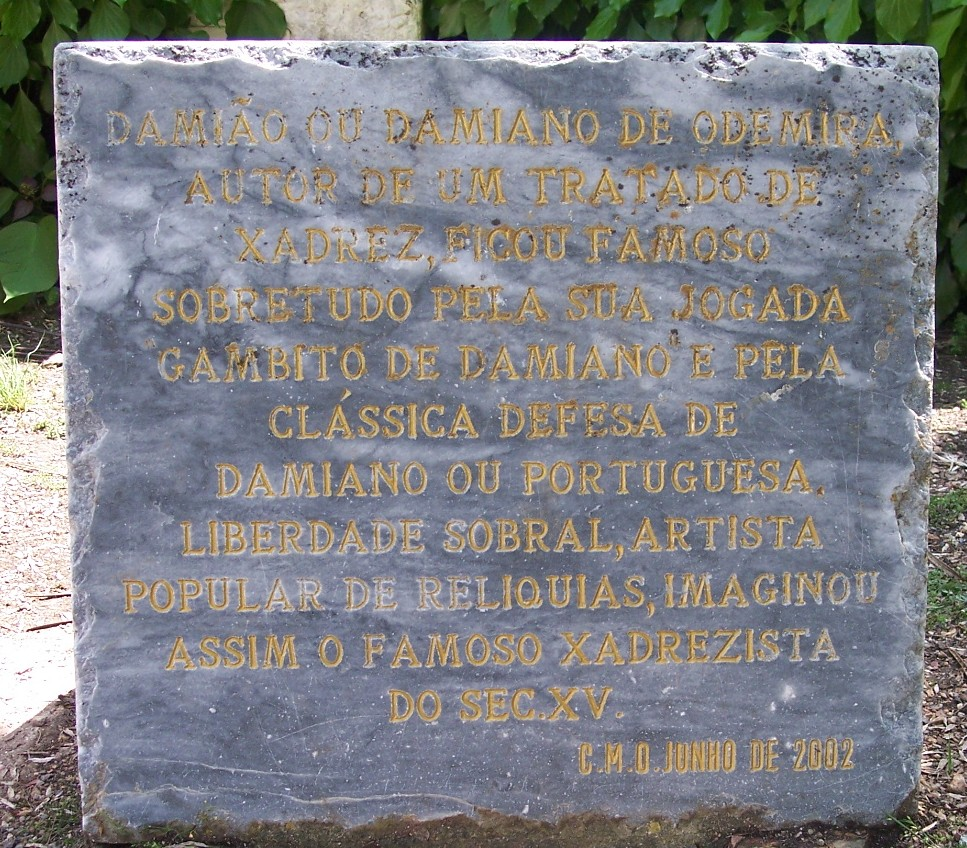
Pedra para a estátua de Damião

## Obras
Damiano (também Damião) de Odemira é famoso por ter escrito o primeiro tratado sobre xadrezismo, originalmente em italiano e espanhol, denominado Questo Libro e da Imparare Giocare a Scachi: Et de Belitissimi Partiti, publicado em 1512, em Roma, para onde fugiu durante a expulsão dos judeus de Portugal, durante o reinado de D. Manuel I.  
Damiano foi um boticário em Odemira, e era cristão-novo fugido de Portugal. É natural que o próprio apresentasse pistas falsas, pelo que certos autores duvidam inclusivamente da sua naturalidade. 
Em 1997, o xadrezista Rui de Carvalho Nascimento fundou em Lisboa a Tertúlia Damiano de Odemira, com a participação dos mestres de xadrez Gabriel Mariz Graça, José Vinagre, Vasco Santos, Mário Silva Araújo, Pedro Silva Araújo, Dagoberto Markl, M.I. Joaquim Durão e António Pedro Vinagre. A tertúlia não se dedica exclusivamente ao xadrezismo, mas a diversos temas culturais, artísticos, literários ou científicos.
Em sua honra, realiza-se anualmente na vila de Odemira o torneio de xadrez Open Internacional Damiano de Odemira, onde também há uma estátua sua.